# Aeschynanthus oxychlamys
Aeschynanthus oxychlamys är en tvåhjärtbladig växtart som beskrevs av Mendum. Aeschynanthus oxychlamys ingår i släktet Aeschynanthus och familjen Gesneriaceae. Inga underarter finns listade i Catalogue of Life.